# Kontinentale Erdkruste

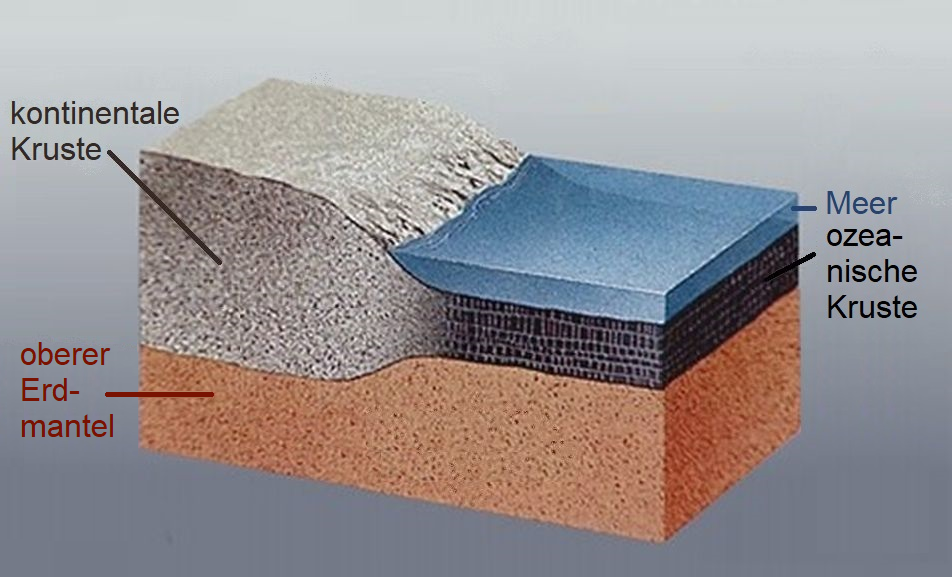
Übergang von ozeanischer und kontinentaler Kruste an einem passiven Kontinentalrand (Darstellung stark vereinfacht). Man beachte, dass hier sowohl der Bereich mit kontinentaler Kruste, der Kontinentalblock, als auch der Bereich mit ozeanischer Kruste der gleichen Lithosphärenplatte („Kontinentalplatte“) angehören.

Die kontinentale Erdkruste, kurz auch kontinentale Kruste, bildet im Aufbau der Erde zusammen mit der ozeanischen Erdkruste die oberste Gesteinsschicht der Lithosphäre. Sie besteht aus magmatischen Gesteinen mit mittlerem bis hohem SiO2-Gehalt (im Wesentlichen Granitoide), teils mächtigen Sedimenten sowie jeweils daraus entstandenen metamorphen Gesteinen. Wegen des im Vergleich zur ozeanischen Kruste hohen Anteils an Aluminium (Al) und dem generell hohen Anteil an Silicium (Si), ist für die kontinentale Erdkruste (die äußerste Schicht der Erde) auch die vereinfachende Abkürzung Sial (auch SiAl) und der Name SiAl-Schicht gebräuchlich.
Die Dichte der kontinentalen Erdkruste ist mit etwa 2,7 g/cm3 geringer als die der ozeanischen Kruste (etwa 3,0 g/cm3). Beide sind vom lithosphärischen Mantel, dem festen Anteil des oberen Erdmantels, unterlagert. Kruste und lithosphärischer Mantel „schwimmen“ isostatisch auf der Asthenosphäre. Die Mächtigkeit der kontinentalen Kruste beträgt unter Ebenen im Mittel 35 km und steigt gemäß dem isostatischen Verhalten unter hohen Gebirgen auf bis zu 80 km an. Die Mächtigkeit der ozeanischen Kruste ist mit 5–8 km deutlich geringer.
Größere zusammenhängende Bereiche kontinentaler Kruste an der Erdoberfläche werden, unabhängig von eventuell vorhandener Meeresbedeckung, als Kontinentalblöcke oder Kontinentalschollen bezeichnet. Der geographische Begriff „Kontinent“ bezeichnet hingegen nur die trocken liegenden („festländischen“) Areale der Kontinentalblöcke. Die vom Meer bedeckten Bereiche eines Kontinentalblocks werden Schelf genannt. Für kleinere „Schnipsel“ kontinentaler Kruste ist der Begriff Mikrokontinent gebräuchlich.

## Gliederung

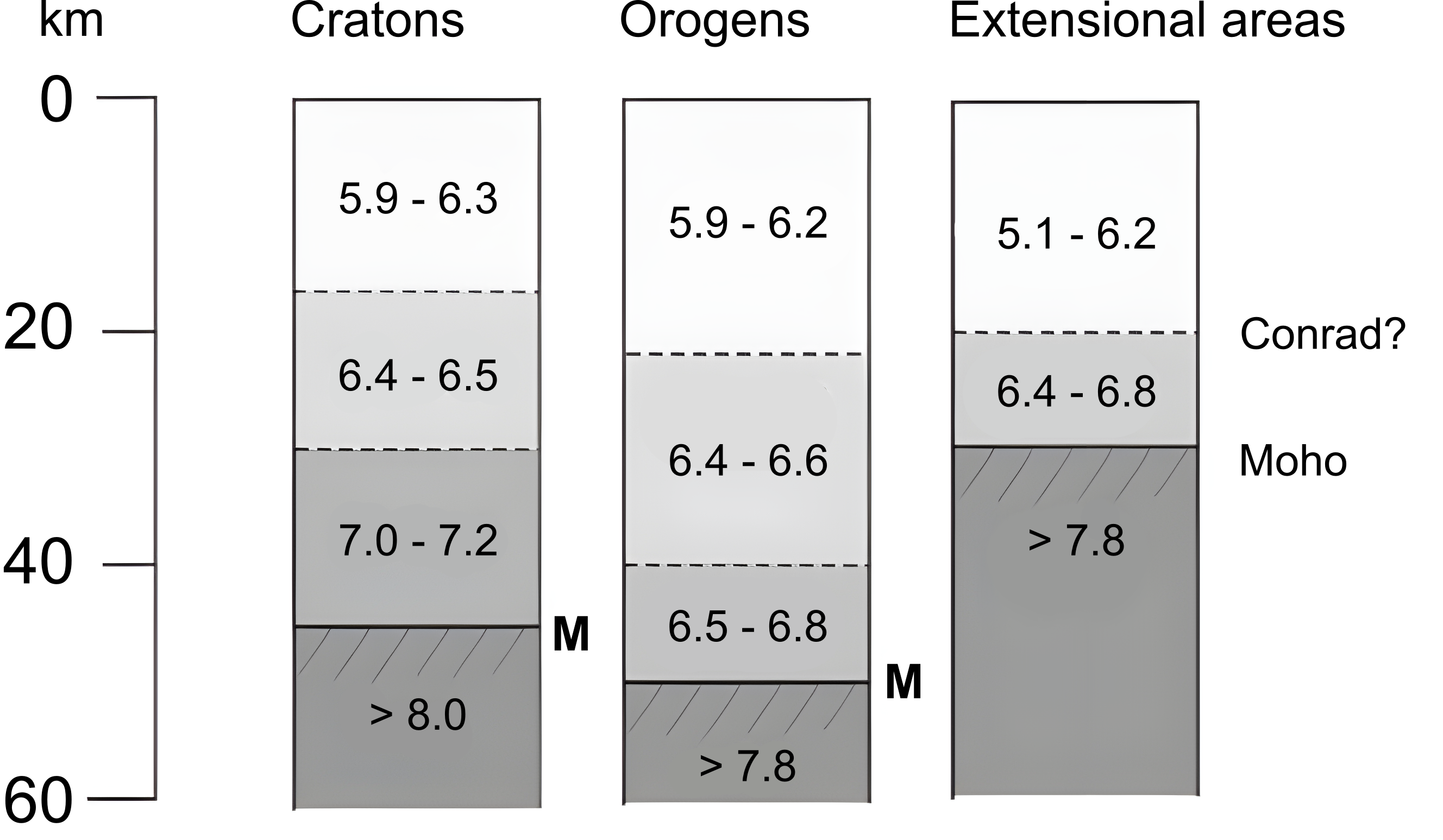
Gliederung der kontinentalen Erdkruste nach seismischen P-Wellen Geschwindigkeiten für verschiedene Bereiche (Kratone, Orogene, Becken)

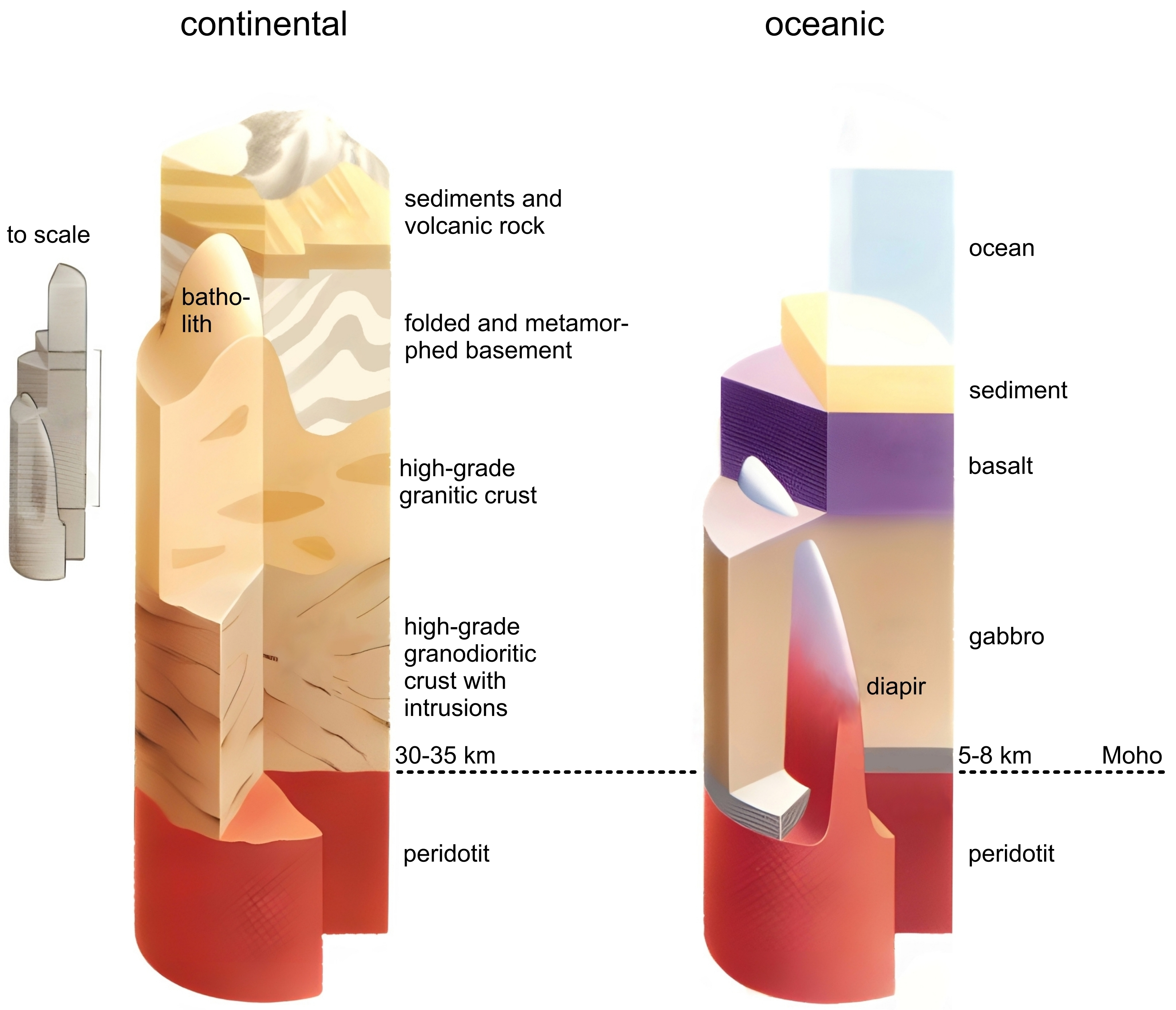
Vereinfachte Struktur der Erdkruste, Vergleich zwischen gemittelter kontinentaler und ozeanischer Kruste

Eine einfache und stark schematisierende Gliederung unterteilt die kontinentale Erdkruste in eine obere und untere, teilweise auch mittlere Kruste. Die Unterteilung ist nicht vereinheitlicht und variiert für verschiedene kontinentale Bereiche wie Kratone, Orogene oder Becken. Als seismische Diskontinuität scheint manchmal die Conrad-Diskontinuität geeignet zu sein um die obere felsische von der unteren mafischen Kruste zu trennen.

### Obere Kruste
Die obere Kruste umfasst die Sedimentschicht und das darunter lagernde Grundgebirge, und erstreckt sich in eine Tiefe von etwa 12 bis 20 km. Die chemische Grundzusammensetzung der oberen Kruste ist grundsätzlich felsisch. In Beckenregionen kann die Sedimentschicht über 10–15 km mächtig werden. Das Grundgebirge ist aus metamorphen und magmatischen Gesteinen wie Gneisen, Graniten und Granodioriten mit P-Wellen Geschwindigkeiten zwischen 6,0 und 6,5 km/s aufgebaut. Der Grad der Metamorphose nimmt mit der Tiefe zu. In 10–15 km Tiefe findet der Übergang zu Migmatiten mit P-Wellen Geschwindigkeiten um 6,5–6,7 km/s statt. Im Gegensatz zur (mit wenigen Ausnahmen) aseismsischen mittleren und unteren Kruste, treten Erdbeben im Allgemeinem in der oberen Kruste auf.
Ab etwa 10–20 km Tiefe sind Druck und Temperatur so hoch, dass die Hauptmineralbestandteile der Kruste, Quarz und Feldspat, bei tektonischer Beanspruchung nicht mehr spröde, sondern durch Kriechen an Kristallgrenzen oder Umkristallisation duktil reagieren. Im duktilen Bereich lässt sich die Erdkruste plastisch, also bruchlos und dauerhaft, deformieren. Die Lage der Übergangszone ist vom Wärmestrom und dem Fluidgehalt der Erdkruste abhängig. In magmatisch aktiven Regionen mit erhöhtem Wärmefluss und höherer Fluidkonzentration beginnt der duktile Bereich in geringerer Tiefe, die Erdkruste ist daher leichter deformierbar.

### Untere Kruste
Die untere Kruste besteht aus basischen oder/und hochmetamorphen Gesteinen in Granulitfazies wie Gabbros, Amphiboliten und Granuliten mit P-Wellen Geschwindigkeiten zwischen 6,5 und 7,5 km/s. In zahlreichen Regionen ist die untere Kruste durch eine ausgeprägte Lamellierung, d. h. einen Wechsel von Zonen mit erhöhter und verringerter Geschwindigkeit, charakterisiert. Die durchschnittliche Zusammensetzung der unteren Kruste ist in Kratonen im Allgemeinen mafisch, aber in einigen Regionen tendiert sie dazu, intermediär oder sogar felsisch zu sein.

### Mohorovičić-Diskontinuität
Die Kruste wird unten von der Mohorovičić-Diskontinuität (Moho) begrenzt, regional kann sich jedoch der Übergang von der Erdkruste zum Erdmantel über eine mehr oder minder breite Übergangszone mit einer Mächtigkeit von mehreren Kilometern vollziehen. Darunter befindet sich der lithosphärische Mantel, der bis in etwa 80–120 km Tiefe fest ist und zusammen mit der Erdkruste die lithosphärischen Platten aufbaut. Ein geringer Grad an Aufschmelzung lässt die darunter folgende Asthenosphäre (Erdmantel) plastisch reagieren und ermöglicht somit die Verschiebung der Lithosphärenplatten, wobei die untere Lithosphäre wahrscheinlich auch eine Mobilität jenseits der Kruste besitzen kann (durch Delamination oder Verschiebung).

## Chemische Zusammensetzung und Mineralogie

Häufigkeit chemischer Elemente in der kontinentalen Erdkruste (Massenanteil)

Die Erdkruste ist chemisch nicht homogen und wird in eine felsische Oberkruste, die in etwa die Zusammensetzung eines Granits hat, und eine Unterkruste unterteilt. Für die Zusammensetzung der Unterkruste gibt es verschiedene Modelle, die für die Gesamtkruste eine felsische, intermediäre oder mafische Gesamtzusammensetzung fordern. Da die Oberkruste, wie bereits gesagt, felsisch ist, erfordern diese Modelle daher eine mafischere Unterkruste, die Oberkruste wäre demnach erst ein Resultat von postorogenem Magmatismus (siehe S-Typ Granit).
Die Mineralogie der Kruste unterscheidet sich sehr stark, tendenziell nimmt der SiO2 und Wassergehalt mit der Tiefe ab, da entsprechende Minerale mit hohen Gehalten jener Elemente entweder unter höheren Drücken nicht stabil sind, oder dazu neigen bei erhöhten Temperaturen in Schmelze zu gehen und dann aufsteigen. Die Gesteine der unteren Kruste unterliegen in der Regel metamorphen Prozessen, ihre Mineralogie richtet sich daher auch stark nach ihrem Alter, welches in der Regel den Druck/Temperatur Pfad der metamorphen Fazies vorgibt. So können in der Unterkruste eklogit- und blauschieferfazielle Verhältnisse erreicht werden.

## Maximales Alter und Entstehung
Die erste kontinentale Kruste entstand im Hadaikum. Als älteste erhaltene mineralische Substanz der Erde gelten einige winzige Zirkonkörner mit einem Alter von bis zu 4,4 Milliarden Jahren (Ga). Es handelt sich um sogenannte detritische Zirkone, die heute in den Jack Hills im Westen Australiens in metamorphen Sedimentgesteinen (Metasedimenten) zu finden sind, deren Ablagerungszeitraum allerdings auf etwa 3 Ga geschätzt wird (sie liegen also nicht mehr in ihrer ursprünglichen Umgebung vor). Die Ergebnisse der Untersuchungen des Verhältnisses der in ihnen enthaltenen stabilen Isotope (δ18O, 176Hf/177Hf) und von Fremdmineral-Mikroeinschlüssen (u. a. Kalifeldspat, Quarz und Monazit). wurden teils als Belege für die Existenz von bereits stark differenzierter granitischer kontinentaler Kruste und von chemischer Verwitterung unter Einfluss von kalten Oberflächenwässern auf der frühen „Urerde“ interpretiert. Diese Interpretationen sind jedoch umstritten, und es besteht lediglich darin allgemeine Übereinstimmung, dass die Zirkone einst nicht in primordialer, sondern zumindest moderat differenzierter Kruste bzw. in zumindest intermediären magmatischen Gesteinen auskristallisierten. Aufgrund des Nachweises von Diamanteinschlüssen in 4,25 Ga alten detritischen Zirkonen aus den Metasedimenten der Jack Hills ist es sehr wahrscheinlich, dass zu diesem Zeitpunkt bereits mindestens zwei Kontinentalblöcke existierten, die miteinander kollidierten.
Es wird davon ausgegangen, dass sich aus Ozean-Ozeanplatten-Kollisionen Inselbögen formten, indem durch Inselbogenvulkanismus, gegenseitige Überschiebung von Inselbögen und Unterschiebung ozeanischer Kruste eine krustale-Verdickung stattfand, und diese Inselbögen durch weitere „Orogenesen“ langsam immer kontinentaler wurden. Die ältesten bekannten irdischen Gesteine auf der Erde im Nuvvuagittuq-Grünsteingürtel (umstrittene Datierung: 4,03 Ga) geben einen Hinweis darauf, dass die erste kontinentale Kruste durch Aufschmelzung versenkter ozeanischer Kruste entstand. Aufgrund der höheren Erdmanteltemperatur, die für den Zeitraum zwischen 4,5 Ga und 3,0 Ga angenommen wird, sind in diesem Zeitraum vermutlich etwa zwei Drittel der heute vorhandenen Kruste entstanden. Danach sank die Temperatur des Erdmantels, so dass in Subduktionszonen weniger oder keine Aufschmelzung subduzierter ozeanischer Kruste mehr stattfinden konnte (siehe auch TTG-Komplex oder Adakit). Passend zu dieser Theorie tauchen Eklogite als nicht aufgeschmolzene Gesteine der ozeanischen Kruste erst ab etwa 3 Ga vermehrt auf.
Das heutige Fehlen großer Teile der damals entstandenen Kruste ist darauf zurückzuführen, dass ein großer Teil der heutigen Krustengesteine im Rahmen von Gebirgsbildungen bzw. durch den Kreislauf der Gesteine wieder „recycelt“ wurde und eigentlich auf deutlich ältere Kruste zurückgeht. So lassen sich in den meisten Grundgebirgskomplexen der Erde in den Gesteinen meist noch wesentlich ältere Zirkone finden, die auf ein wesentlich höheres Alter des Ursprungsmaterials (Protolith) schließen lassen (siehe auch Grundgebirge Deutschlands). Folglich muss die kontinentale Kruste, wie sie heute in der Regel vorliegt, durch eine ganze Reihe verschiedener geologischer Prozesse ge- und überprägt worden sein. Am Ausgangspunkt der Krustenentwicklung können Inselbögen und/oder ozeanische Plateaus stehen, die im Zuge der Plattenbewegungen wegen ihrer relativ geringen Dichte nicht subduziert werden, sondern an der Oberfläche des Erdkörpers aneinander oder an bereits vorhandenen Kontinentalkernen akkretieren. Während der entsprechenden Gebirgsbildungen kommt es unter anderem zur Entstehung von meist granitoiden Teilschmelzen in der Unterkruste. Die damit verbundene Verarmung der tieferen Krustenniveaus an SiO2 und Platznahme granitoider Plutone in höheren Krustenniveaus führt zu einer vertikalen Differentiation mit Ausbildung einer eher felsischen (sauren) Oberkruste und einer eher mafischen (basischen) Unterkruste. Bei weiterer Erhöhung der Dichte der Unterkruste durch Eklogitisierung sind deren Abscherung und Absinken in den Erdmantel möglich (Delamination).
Andere Studien gehen davon aus, dass es deutlich später verdickte kontinentale Kruste gab, welche isostatisch aus dem Ozean trat. Unterschiedliche Studien, welche Isotopenuntersuchungen von Meerwasser zur Grundlage hatten, kamen hier zu unterschiedlichen Ergebnissen zwischen 3,7 Ga vor heute und 2,5 Ga vor heute eine Studie zum Singhbhum-Kraton geht von einer Heraushebung zwischen 3,3 und 3,2 Ga vor heute aus.

## Heraushebung der Kontinente
Veränderungen der Atmosphäre gegen Ende des Archaikums weisen stark darauf hin, dass zu dieser Zeit eine Heraushebung der Kontinente aus dem Meer stattfand. Ursächlich für die – wahrscheinlich isostatische – Hebung, waren wahrscheinlich Veränderung der Lithosphärenplatten, welche mit Veränderungen der Plattentektonik im Allgemeinen einher gingen.

## Temperatur
Die natürliche mittlere Wärmestromdichte an der Erdoberfläche beträgt 0,065 W/m². Dies entspricht einem mittleren geothermischen Gradienten, das heißt einem durchschnittlichen Anstieg der Temperatur mit der Tiefe, von 3 K pro 100 m. Je nach regionaler geologischer Situation (dominierende Gesteinsart, Krustenmächtigkeit) können diese Werte jedoch deutlich über- oder unterschritten werden.